# Periboeum piliferum
Periboeum piliferum är en skalbaggsart som först beskrevs av Wilhelm Ferdinand Erichson 1847.  Periboeum piliferum ingår i släktet Periboeum och familjen långhorningar. Inga underarter finns listade i Catalogue of Life.